# Toftefallet
Toftefallet är ett berg i Antarktis. Det ligger i Västantarktis. Inget land gör anspråk på området. Toppen på Toftefallet är 1 106 meter över havet. Toftefallet ligger på ön Peter I Øy.
Terrängen runt Toftefallet är varierad. Havet är nära Toftefallet västerut. Trakten är obefolkad. Det finns inga samhällen i närheten.